# توماس بار
توماس بار (انگلیسی: Thomas Barr؛ زادهٔ ۲۴ ژوئیهٔ ۱۹۹۲) ورزشکار دو و میدانی اهل جمهوری ایرلند است.
وی در مسابقات کشوری و بین‌المللی در مجموع برندهٔ ۱ مدال طلا و ۱ مدال برنز شده‌است.